# Friedrich Simon Bodenheimer

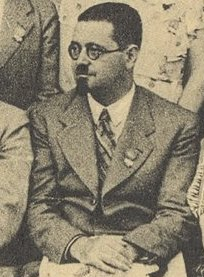
Friedrich Simon Bodenheimer im Jahr 1935

Friedrich Simon Bodenheimer (hebräisch שִׁמְעוֹן פְרִיץ  בּוֹדֶנְהַיְימֶר Schimʿōn Frīz Bōdenhajmer, international auch Friedrich bzw. Fritz Shimon Bodenheimer und auch einfach Shimon Bodenheimer; geboren 6. Juni 1897 in Köln; gestorben 4. Oktober 1959 in London) war ein israelischer Entomologe deutscher Herkunft. Er schrieb zwei wesentliche Werke zur Geschichte der Biologie und gilt als Begründer der Entomologie in Israel.

## Leben und Wirken

### Die frühen Jahre in Deutschland
Friedrich oder Fritz wurde in Köln in eine wohlhabende jüdische Familie geboren. Sein Vater, Max Bodenheimer, war ein prominenter Anwalt, der sich auch für die Belange des Zionismus einsetzte, seine Mutter Rosa Bodenheimer eine engagierte Frauenrechtlerin. Seine Schwester Henriette Hannah wurde Berufsschullehrerin und seine Schwester Ruth Anwältin. Fritz wurde in Griechisch, Latein, Literatur, Kunst, Mathematik, Naturgeschichte und Kalligraphie unterrichtet. Im Alter von 17 Jahren schrieb er eine Studie über die antike griechische Dichterin Sappho. 1914 begann er ein Medizinstudium an der Universität München; dieses musste er jedoch durch den Ersten Weltkrieg bedingt unterbrechen. Er wurde eingezogen und als Soldat an der deutschen Ostfront eingesetzt. Nachdem er auf die entomologischen Arbeiten von Karl Escherich gestoßen war, richteten sich seine Interessen auf die Entomologie. Er wechselte an die Universität Bonn, wo er 1921 bei Richard Hesse mit einer Arbeit über die Insektengattung Tipula (siehe: Schnaken) promovierte. Im Anschluss an seine Promotion absolvierte Bodenheimer noch einige Spezialstudien an der Obst- und Weinbauforschungsanstalt Geisenheim.

### Forscherjahre in Palästina und Israel
Nachdem Bodenheimer in Deutschland und in Russland Antisemitismus erlebt hatte, entschloss er sich 1922, nach Palästina umzusiedeln. Bevor er schließlich nach Palästina umzog,  untersuchte er in Italien die Coccoidea, die Überfamilie der Schildläuse. Hier arbeitete er eng mit seinen italienischen Entomologen-Kollegen Filippo Silvestri und Guido Grandi zusammen.
In Palästina schloss er sich der neuen Landwirtschaftlichen Versuchsstation der Jewish Agency bei Tel Aviv an. An dieser Institution arbeitete er von 1922 bis 1928. Die eher ökonomisch orientierten Forschungsarbeiten dieser frühen Jahre fanden Eingang in sein Werk „Die Schädlingsfauna Palästinas“ von 1930.
1923 heiratete Bodenheimer Rachel Ussishkin, die Tochter des russischen Zionisten Menachem Ussishkin. Zusammen mit ihr erforschte er die vorlinneischen entomologischen Arbeiten. Diese Arbeiten, die weit über ökonomische Aspekte der Entomologie hinausreichten, kulminierten in den „Materialien zur Geschichte der Entomologie bis Linné“ (2 Bände 1928, 1929).
1928 wurde er zum „Research Fellow“ und 1931 zum Leiter des Instituts für Zoologie und Entomologie der neu errichteten Hebräischen Universität in Jerusalem ernannt. In den 25 Jerusalemer Jahren veröffentlichte Bodenheimer mehr als 420 wissenschaftliche Arbeiten. 1958 veröffentlichte er mit „History of Biology“ eine Einführung in die Biologiegeschichte.
Seine letzte Veröffentlichung war die Autobiografie „A Biologist in Israel“ (1959). Bodenheimer starb an den Folgen von Komplikationen nach einer Augenoperation am 4. Oktober 1959 in einem Londoner Krankenhaus. Seine anfänglich ökonomisch-entomologischen Interessen weiteten sich umfänglich zu einer ökologisch orientierten wissenschaftlichen Entomologie und Zoologie.

### Ehrungen
Bodenheimer wurde 1932 in die Deutsche Akademie der Naturforscher Leopoldina aufgenommen.